# ۱۴۹۵ (میلادی)
۱۴۹۵ (میلادی) هزار و چهارصد و نود و پنجمین سال تقویم میلادی است.

## زادگان
- ۱۶ آوریل – پتروس آپیانوس، ریاضی‌دان و ستاره‌شناس آلمانی (د. ۱۵۵۷)